# Фарерский язык
Фаре́рский язык (устар. названия: фере́йский, фаре́йский; самоназвание: føroyskt mál [ˈføːɹɪst ˈmɔaːl]) — скандинавский германский язык индоевропейской семьи, распространённый на Фарерских островах и, в качестве языка национального меньшинства, в Дании.
Вероятно, фарерский является самым малораспространённым из существующих в Европе языков, которым даже отдалённо не угрожает исчезновение или хотя бы сокращение числа говорящих, — на основной территории распространения (Фарерских островах) подавляющее большинство составляют носители фарерского в качестве родного; он является языком преподавания во всех учебных заведениях, обладает официальным статусом «главного языка» и широко используется почти во всех сферах жизнедеятельности. Имеется и издаётся достаточно обширная литература, выпускаются газеты, работают радио и телевидение.
Как и исландский язык (а также вымерший язык норн), фарерский восходит к языку поселенцев из Скандинавии, заселявших острова в Северной Атлантике в эпоху викингов. Фарерский произошёл от языка выходцев из западной Норвегии, которые в IX—X веках заселили Фарерские острова (ранее они были необитаемы). Вместе с исландским, фарерский язык относится к так называемым островным скандинавским языкам, для которых характерно сохранение синтетического грамматического строя — развитой системы склонения и спряжения. Таким образом, эти языки противопоставляются континентальным скандинавским языкам (датскому, шведскому и норвежскому), у которых в процессе развития синтетический грамматический строй сменился аналитическим.
Самостоятельная литературная традиция на Фарерах восходит лишь к XIX веку, однако с усилением культурного и национально-освободительного движений он стал официальным языком в образовании (1938), церкви (1939) и управлении (1944). В настоящее время он используется во всех сферах общественной жизни.

## Лингвогеография
Численность носителей фарерского языка на 1995 г. была около 50 тыс. чел., из которых 40 тыс. проживали на Фарерах и 10 тыс. — в других областях Дании и за пределами страны. 
На самих Фарерах, по состоянию на февраль 2020 года, проживает 52 124 человека, и для более чем 90 % населения фарерский является родным языком. При этом многие носители фарерского временно (в первую очередь, студенты и работающая молодёжь) или постоянно проживают за пределами архипелага. В основном, это жители в Дании, где проживает до 30 000 носителей фарерского — прежде всего, в районе Копенгагена, а также в Северной Ютландии. Исходя из этого, оценки общего числа носителей несколько расходятся. Учитывая ещё несколько тысяч фарерцев, живущих как в Гренландии, так и за пределами Королевства Дания (в Норвегии, Швеции, Исландии, Англии, Шотландии и многих других странах мира), общее число людей, свободно владеющих фарерским языком, можно оценить в по крайней мере 75 тыс. человек. Иными словами, на территории естественного распространения языка — собственно Фарерах — живут не более 2/3 из всех людей, знающих фарерский язык. 
Несколько тысяч человек — потомки во втором поколении фарерцев, в своё время переселившихся в Данию; выросшие в Дании дети от смешанных датско-фарерских браков; некоторые постоянно проживающие или ранее проживавшие на Фарерах датчане, а также некоторые датчане, состоящие в браке с фарерцами. Эти люди владеют языком пассивно: они хорошо понимают его, но сами предпочитают говорить с активными носителями фарерского по-датски (учитывая почти поголовное владение фарерцами датским языком), то есть при общении каждый разговаривает на своём языке. К их числу принадлежит и никогда не живший на Фарерах бывший премьер-министр Дании Ларс Лёкке Расмуссен, женатый на фарерке. 
Лиц, происходящих не из стран Северной Европы и свободно владеющих фарерским, вряд ли насчитывается более нескольких сотен — как правило, это профессиональные языковеды и некоторые иммигранты, доля которых среди местного населения весьма незначительна.

## История
В начале заселения Фарерских островов викингами (которое началось в 825 году) они говорили на западноскандинавских диалектах, общих для населения Норвегии и колоний викингов в Северной Атлантике (Шетландские острова, Оркнейские острова, скандинавские поселения в Британии). Многие из поселенцев происходили не из самой Норвегии, а из поселений в Ирландии и Британии, к тому же многие норвежцы брали в жёны женщин из Ирландии, Британии, с Оркнейских и Шетландских островов. Это могло быть одним из путей влияния кельтских языков на островные скандинавские: так, например, в фарерском языке, помимо собственно скандинавского слова «утка» — ont (ср. древнеисландское ǫnd) — существует слово dunna, которое означает «домашняя утка», которое может быть связано с гэльск. tunnag «утка» (но может и восходить к прагерманскому *dusnō). Другими примерами слов кельтского происхождения являются: blak / blaðak («пахта») — ирл. bláthach; drunnur (хвостовая часть животного) — ирл. dronn; grúkur («голова») — ирл. gruaig; lámur («рука, лапа») — ирл. lámh; tarvur («бык») — ирл. tarbh; ærgi («полевое пастбище») — ирл. áirge. Обсуждаемым является также вопрос о кельтском происхождении некоторых топонимов Фарерских островов, как например Mykines и Dímun.
Время, когда фарерский, отделившись от древненорвежского, стал самостоятельным языком, определить сложно из-за отсутствия надёжных письменных свидетельств. По-видимому, речь может идти о XIV—XV веках. С IX по XV век фарерцы пользовались в качестве письменного языка древненорвежским, проявлявшим небольшие местные особенности. В 1380 году Фарерские острова стали частью Дании, после чего на острова проник датский язык, ставший там языком образования и управления. В 1538 году — когда в Дании, владевшей Фарерами, прошла Реформация — вместо древненорвежского в качестве письменного языка на Фарерах стал использоваться датский.
Первым учёным, начавшим изучение и запись фарерского языка, был Йенс Кристиан Свабо (1746—1824), принявшийся в начале XIX за изучение фарерского фольклора и лексики. Й. К. Свабо использовал фонетическую запись фарерского языка. В 1832 году датский историк Карл Кристиан Рафн (1795—1864) издал древнеисландскую «Сагу о фарерцах» в переводе на фарерский (помимо датского), где также использовалась фонетическая орфография.
В 1846 году В. У. Хаммерсхаимб издал свой вариант стандартной орфографии для фарерского языка, ориентированной на этимологический принцип. В. У. Хаммерсхаимб, по совету исландского учёного и политика Йоуна Сигурдссона, избрал для фарерского древнеисландскую систему письма с небольшими изменениями. В итоге, соотношение между произношением и орфографией в фарерском языке стало достаточно сложным, так как этимологические написания часто далеки от современного произношения: например, буква ð может в разных позициях произноситься как ноль звука, [j], [v], или [w], а буква m в окончании дательного падежа множественного числа и омонимичном окончании первого лица множественного числа повелительного наклонения -um читается как [n].
Орфография Хаммерсхаимба в итоге стала общепринятой. Некоторые представители интеллигенции сопротивлялись её принятию, считая её слишком сложной. Фарерский лингвист Якоб Якобсен предложил взамен свою систему; его орфография, известная как broyting, лучше отражала произношение, но распространения не получила.
В 1938 году на территории Фарерских островов фарерский язык был уравнён в правах с датским. Официальный статус он получил в 1948 году. Сегодня датский является на Фарерах, по большому счёту, иностранным языком: хотя с третьего класса все в обязательном порядке изучают его в школе и почти все могут достаточно свободно пользоваться им, всего примерно 5 % лиц, чей родной язык — фарерский, владеют датским как родным — и как правило, это люди, которые хотя бы часть своего детства провели в самой Дании. В общении между фарерцами датский не используется почти никогда.

## Взаимопонимаемость с другими языками
На Фарерских островах датский язык сохраняет более устойчивое положение, чем в Исландии, которая ранее тоже принадлежала Дании. То, что образование ведётся на двух языках, приводит к тому, что фарерцы лучше понимают другие скандинавские языки, чем исландцы.
Существует и местный вариант датского языка, называемый gøtudanskt («датский Гёты», то есть «нижегородский датский» — назван по посёлку Гёта на острове Эстурой), который, однако, быстро вытесняется стандартным «державным» датским (rigsdansk). Поскольку датский является на Фарерах, можно сказать, иностранным языком, фарерцы говорят по-датски с акцентом, и это облегчает другим скандинавам общение с ними (собственно датское произношение дальше отстоит от написания, что затрудняет понимание устной речи).
Консервативность фарерской орфографии означает, что человек, владеющий древнеисландским или современным исландским языком, а также некоторыми консервативными вариантами нюношка, может понять письменный фарерский текст, хотя для точного перевода всё равно понадобится словарь. Что касается неологизмов, то фарерский язык несколько легче заимствует международные слова, чем исландский (это связано с бо́льшим влиянием датского языка). Фарерский язык и его ближайший родственник — исландский — в целом не взаимопонятны в речи, однако на письме, во многом благодаря этимологической орфографии фарерского, эти языки очень похожи.

## Письменность
До начала XIX в. фарерский язык был бесписьменным, а функции письменного языка выполнял датский.
Фарерский алфавит основан, как и алфавиты остальных германских языков (кроме идиша и готского), на латинице и состоит из 29 букв:
Aa, Áá, Bb, Dd, Ðð, Ee, Ff, Gg, Hh, Ii, Íí, Jj, Kk, Ll, Mm, Nn, Oo, Óó, Pp, Rr, Ss, Tt, Uu, Úú, Vv, Yy, Ýý, Ææ, Øø.
- Ð, ð никогда не встречаются в начале слова. Прописное Ð встречается в контекстах, требующих всех прописных, например, на картах: SUÐUROY — Сувурой (дословно: «Южный остров»).
- Вместо Ø, ø может встречаться ö, например, Föroyar «Фарерские острова».
- Буквы, не входящие в алфавит, могут встречаться в личных именах, например, Lützen, Müller, Winther, Zacharias.

Произношение и орфография связаны в фарерском языке весьма сложными правилами, не все из которых к тому же регулярны.

## Литературный язык и диалекты
Литературный язык строится на основе говора столицы — г. Торсхавн. Устная форма литературного языка отражает влияние местных диалектов. Выделяют южные диалекты (к которым относится южная часть острова Стрейми, где и расположен Торсхавн) и северные диалекты (диалекты северной части острова Стрейми; островов Хестур, Сури и Санди).
Диалекты фарерского языка ещё недостаточно изучены. Наиболее существенные отличия отмечаются между северными и южными диалектами. Основные различия касаются вокализма. Для южных диалектов свойственны более старые огласовки, например, [ɔ] вместо [œ] и [ɛ] перед gv, а также озвончение смычных и аффрикат в середине слова и в конце слова.

## Лингвистическая характеристика

### Фонетика и фонология
Чтобы прослушать звучание фарерского языка, нажмите сюда (запись новостей).

#### Согласные
|               |             | Губные | Альвеолярные | Ретрофлексные | Нёбные | Велярные |
| ------------- | ----------- | ------ | ------------ | ------------- | ------ | -------- |
| Носовые       | Носовые     | m̥      | n̥            | (ɳ ɳ̊)         | ɲ̊      | ŋ̊        |
| Взрывные      | простые     | p b    | t d          | (ʈ)           | tʃ     | k g      |
| Взрывные      | аффрикаты   | pʰ     | tʰ           |               | tʃʰ    | kʰ       |
| Фрикативные   |             | f      | s            | ʂ             | ʃ      | h        |
| Фрикативные   | латеральные |        | ɬ            |               |        |          |
| Аппроксиманты |             | v      | ɹ            | (ɻ ɻ̊)         | j      | w        |
| Аппроксиманты | латеральные |        | l            | (ɭ ɭ̥)         |        |          |

Большинство фарерских согласных могут быть как краткими, так и долгими. Согласные /b/, /d/, /g/ являются полузвонкими и могут оглушаться на конце слова. Сонорные звуки оглушаются перед глухим согласным. Глухие /p/, /t/ и /k/ иногда имеют слабую аспирацию. Многие долгие согласные сокращаются, когда они находятся между кратким гласным и другим согласным, а также в безударных слогах. Скопления (кластеры) согласных, которые появляются при формо- и словообразовании, зачастую упрощаются: vatn «вода» — род. п. vatns [van̥s].

#### Гласные
Монофтонги фарерского языка представлены в таблице:
|                       | Передний ряд | Средний ряд | Задний ряд |
| --------------------- | ------------ | ----------- | ---------- |
| Верхний подъём        | iː ɪ         |             | ʊ uː       |
| Верхне-средний подъём | eː øː        | (ə)         | oː         |
| Нижне-средний подъём  | ɛ œ          |             | ɔ          |
| Нижний подъём         |              | a           |            |

Дифтонги (с примерами) представлены в следующей таблице:
| Дифтонги         | Дифтонги           |
| Транскрипция МФА | Примеры            |
| ---------------- | ------------------ |
| ai               | eitt — «одно»      |
| aiː              | ein — «один, одна» |
| ɛiː              | hey — «привет»     |
| ɛa               | dag — «день»       |
| ɔaː              | ár — «год»         |
| ɔi               | roynd — «экзамен»  |
| ɔiː              | hoyra — «слышать»  |
| ɔuː              | sól — «солнце»     |
| ʉuː              | tú — «ты»          |
| au               | havn — «гавань»    |
| œu               | nøvn — «имена»     |
| ɛu               | nevnd — «комиссия» |
| ʊi               | mítt — «моё»       |
| ʊiː              | mín — «мой, моя»   |

#### Чтение гласных
В словах фарерского происхождения гласные противопоставляются по долготе, а также по открытости и закрытости. Чтение гласных звуков зависит от того, в какой позиции в слове они находятся. Как и во всех скандинавских языках (кроме датского), в фарерском действует правило «слогового баланса», согласно которому долгие гласные встречаются только в открытых слогах, а краткие — лишь в закрытых. Соответственно, у каждой буквы есть два чтения — для «долгой» позиции и для «краткой». Долгая позиция для гласных — перед одиночной согласной, а также перед группами pl, pr, tr, tl, tj, kr, kl, kj. В зависимости от окружения, чтение гласной в разных формах одного слова может меняться: сравните формы слов «мой» и «один» в таблице дифтонгов. Кроме того, на чтение гласных оказывают влияние дополнительные факторы, связанные с более частными фонологическими процессами. Так, перед согласными gv и ggj гласные ó, ú, ey, í, ý, ei, oy имеют особое чтение.

#### Ударение
В исконно фарерских словах ударение находится на первом слоге; в сложных словах ударение падает на вторую основу. В заимствованных словах ударение обычно падает на тот слог, на который оно падает в языке-источнике (языке, из которого слово было заимствовано). В фарерском языке имеется слоговое равновесие — это означает, что в ударном слоге гласный или согласный всегда является долгим.

#### Чередования
В фарерском языке при словоизменении как имени, так и глагола происходят фонемные чередования. Кроме этого, имеются исторические чередования — перегласовки и аблаут.
Следующие чередования сохранились в современном языке:
1. безударные /a/, /I/, /u/ ~ {\displaystyle \emptyset }: fingur «палец» — мн. ч. fingrar;
2. смычный ~ аффриката: kongur [kɔngur] «король» — д. п. kongi [kɔnd͡ʒi];
3. /s/ ~ /ʃ/: visa [vuisa] «показывать» — прет. visti [vuʃdi];
4. /ʃ/ ~ /sg/: skera [ʃe: ra] «резать» — прет. skar [sgɛr][18].

Перегласовки:
1. на u, например, armur «рука» — мн. ч. д. п. ørmum;
2. на i / j, например, при образовании мн. ч. некоторых существительных: gás [gɔas] «гусь» — мн. ч. gæs [gɛas]; при образовании сравнительной и превосходной степеней некоторых прилагательных: tungur «тяжёлый» — ср. с. tyngri [tiŋgri] — прев. с. tyngst [tiŋsd]; в некоторых глагольных формах: standa [sdanda] «стоять» — 3 л. ед. ч. наст. в. stendur [sdɛndur][18].

Аблаут представлен в основных формах сильных глаголов, а также при словообразовании.

### Морфология
По своему строю фарерский — это флективный синтетический язык с элементами аналитизма. Морфология фарерского языка несколько проще морфологии исландского. По количеству грамматических форм фарерский уступает также немецкому, находясь, таким образом, на третьем месте в германской группе языков. Тем не менее формальная морфология фарерского языка богаче немецкой в системе именного склонения (в частности, имеется меньшая омонимия форм).
Главным образом, упрощение фарерской морфологии проявляется в следующем.
1. Совпадение форм именительного и винительного падежей множественного числа у всех имён существительных. Ср. исл. hestur («конь») — hestar («кони») — hesta («коней»); фар. hestur («конь») — hestar («кони/коней»).
2. Неупотребление форм родительного падежа имён существительных и прилагательных в разговорной речи. Формы родительного падежа употребимы в книжном языке, но в живой речи их вытеснили формы с предлогами. Возможна даже замена родительного падежа винительным в притяжательной функции (что также часто делается после предлогов) или употребление специальной притяжательной формы на -sar у имён собственных.
3. Вытеснение синтетических флективных форм сослагательного наклонения аналитическими конструкциями или замена их (в определённых контекстах) на формы изъявительного наклонения. Форма настоящего времени сослагательного наклонения употребляется в современном языке только в третьем лице и в ограниченном числе контекстов.
4. Выравнивание форм множественного числа глаголов по форме 3-го лица. Ср. исл. við fundum («мы нашли»), þið funduð («вы нашли»), þeir fundu («они нашли»); фар. vit / tit / teir funnu («мы / вы / они нашли»).

#### Существительное
Имена существительные имеют категории рода, числа, падежа и определённости.
Родов три — мужской, женский и средний. Одушевлённые существительные в большинстве своём распределяются по мужскому и женскому родам (в соответствии с полом обозначаемого лица), однако иногда бывают и среднего рода: barn «ребёнок», skal «поэт». Неодушевлённые существительные распределяются по всем трём родам. Категория рода для существительного является классифицирующей, то есть она проявляется в его согласовании с другими частями речи.
Чисел два — единственное и множественное. Падежей четыре — именительный, родительный, дательный и винительный. Родительный падеж в современном живом языке редок, особенно от имён женского рода и во множественном числе. В таблицы склонения, приведённые ниже, он не включён.
Существительные делятся на сильные и слабые (старые основы на -n, которое в скандинавских языках отпало). Всего существительное может склоняться по около 10 типам склонения, а также существуют многочисленные исключения. Ниже приведены несколько широко распространённых типов склонения:
| Падеж        | М. р. сильное 1 | М. р. сильное 2 | М. р. слабое | Ж. р. сильное 1 | Ж. р. сильное 2 | Ж. р. слабое | Ср. р. сильное | Ср. р. слабое    |
| ------------ | --------------- | --------------- | ------------ | --------------- | --------------- | ------------ | -------------- | ---------------- |
|              | «лошадь»        | «тюлень»        | «папа»       | «дверь»         | «игла»          | «история»    | «дом»          | «лёгкое (о́рган)» |
| И. п. ед .ч. | hestur          | selur           | pápi         | hurð            | nál             | søga         | hús            | lunga            |
| Д. п. ед. ч. | hesti           | seli            | pápa         | hurð            | nál             | søgu         | húsi           | lunga            |
| В. п. ед. ч  | hest            | sel             | pápa         | hurð            | nál             | søgu         | hús            | lunga            |
| И. п. м .ч.  | hestar          | selir           | pápar        | hurðar          | nálir           | søgur        | hús            | lungu(r)         |
| Д. п. м .ч.  | hestum*         | selum           | pápum        | hurðum          | nálum           | søgum        | húsum          | lungum           |
| В. п. м .ч.  | hestar          | selir           | pápar        | hurðar          | nálir           | søgur        | hús            | lungu(r)         |

- окончание -um читается [-un].

Определённый артикль, как и в других языках скандинавской подгруппы, присоединяется к существительному в виде суффикса:
| Падеж        | Мужской род | Женский род | Средний род |
| ------------ | ----------- | ----------- | ----------- |
| И. п. ед .ч. | selurin     | nálin       | húsið       |
| Д. п. ед .ч. | selinum     | nálini      | húsinum     |
| В. п. ед .ч. | selin       | nálina      | húsið       |
| И. п. м .ч.  | selirnir    | nálirnar    | húsini      |
| Д. п. м .ч.  | selunum*    | nálunum     | húsunum     |
| В. п. м .ч.  | selirnar    | nálirnar    | húsini      |

- конечное -m окончания дательного падежа усекается перед артиклем.

#### Прилагательное
Имя прилагательное в фарерском языке имеет категории рода, числа и падежа, согласуясь с определяемым существительным. С неопределёнными существительными употребляется так называемая «сильная» форма (с местоименными окончаниями), с определёнными — «слабая» (с именными окончаниями слабого склонения в единственном числе и неизменяемой формой во множественном числе).
Сильное склонение (на примере прилагательного reinur («чистый»)):
| Падеж  | Мужской род | Женский род | Средний род |
| ------ | ----------- | ----------- | ----------- |
| N. Sg. | reinur      | rein        | reint       |
| D. Sg. | reinum      | reinari     | reinum      |
| A. Sg. | reinan      | reina       | reint       |
| N. Pl. | reinir      | reinar      | rein        |
| D. Pl. | reinum      | reinum      | reinum      |
| A. Pl. | reinar      | reinar      | rein        |

Слабое склонение:
| Падеж        | Мужской род | Женский род | Средний род |
| ------------ | ----------- | ----------- | ----------- |
| N. Sg.       | reini       | reina       | reina       |
| D. A. Sg.    | reina       | reinu       | reina       |
| N. D. A. Pl. | reinu       | reinu       | reinu       |

##### Степени сравнения прилагательного
Прилагательные образуют сравнительную степень с помощью суффикса -ar- (реже -r- с умлаутом корневого гласного), а превосходную — с помощью суффикса -ast- (-st- с перегласовкой в тех случаях, когда сравнительная степень имеет суффикс -r-). Сравнительная степень обычно не склоняется и имеет «слабое» окончание -i во всех формах. Превосходная степень склоняется как обычное прилагательное (чаще выступая в слабой форме из-за специфики её семантики).
Правильные прилагательные:
- dýrur («дорогой») — dýrari — dýrastur;
- smalur («узкий») — smalari — smalastur;
- høgur («высокий») — hægri — hægstur.

Неправильные прилагательные:
- gamal(ur) («старый») — eldri — elstur;
- goður («хороший») — betri — bestur[26].

#### Глагол
Глагол в фарерском языке имеет категории лица, числа, времени, залога и наклонения. У глагола также имеются причастные формы. По способу образования прошедшего времени и причастия прошедшего времени глаголы делятся, как и в других германских языках, на «сильные» и «слабые».
Слабые глаголы образуют указанные формы с помощью дентального суффикса (-að-, -t-, -d-, -ð-). Сильные глаголы имеют перегласовку в корне (аблаут). Гласный корня единственного и множественного чисел прошедшего времени часто различаются.
Примеры основных форм сильных глаголов (инфинитив — ед. ч. прош. вр. — мн. ч. прош. вр. — прич. II):
- grípa («хватать») — greip — gripu — gripið;
- skjóta («стрелять») — skeyt — skutu — skotið;
- fara («ехать») — fór — fóru — farið;
- eita («называться») — æt — itu — itið;
- finna («найти») — fann — funnu — funnið.

Примеры основных форм слабых глаголов разных типов:
- vakna («просыпаться») — vaknaði — vaknaðu — vaknað;
- døma («судить») — dømdi — dømdu — dømt;
- keypa («покупать») — keypti — keyptu — keypt;
- doyggja («умирать») — doyði — doyðu — doyð.

##### Временные формы
Основных временных форм в фарерском языке две — настоящее и прошедшее время. Существует также ряд аналитических глагольных форм — перфект, плюсквамперфект, модальные конструкции для обозначения будущего времени, а также аналитические формы сослагательного наклонения. Флективное сослагательное наклонение сохраняется только в единственном числе и имеет только форму 3-го лица. Глагол спрягается по лицам только в единственном числе.
Перфект выражается с помощью сочетания вспомогательного глагола hava «иметь» и причастия II.
Настоящее время также может иметь значение будущего, а претерит — будущего в прошедшем.
Примеры спряжения сильных глаголов:
|                  | skjóta («стрелять») | lesa («читать») | finna («находить») |
| ---------------- | ------------------- | --------------- | ------------------ |
| Наст. время      |                     |                 |                    |
| eg               | skjóti              | lesi            | finni              |
| tú               | skjýtur             | lesur           | finnur             |
| hann             | skjýtur             | lesur           | finnur             |
| vit / tit / teir | skjóta              | lesa            | finna              |
| Прош. время      |                     |                 |                    |
| eg / hann        | skeyt               | las             | fann               |
| tú               | skeyt(st)           | las(t)          | fann(st)           |
| vit / tit / teir | skutu               | lósu            | funnu              |

Примеры спряжения слабых глаголов:
|                  | vakna («просыпаться») | døma («судить») | doyggja («умирать») |
| ---------------- | --------------------- | --------------- | ------------------- |
| Наст. время      |                       |                 |                     |
| eg               | vakni                 | dømi            | doyggi              |
| tú               | vaknar                | dømir           | doyrt               |
| hann             | vaknar                | dømir           | doyr                |
| vit/tit/teir     | vakna                 | døma            | doyggja             |
| Прош. время      |                       |                 |                     |
| eg / tú / hann   | vaknaði               | dømdi           | doyði               |
| vit / tit / teir | vaknaðu               | dømdu           | doyðu               |

##### Залог
В фарерском языке два залога — действительный и страдательный (пассив). Недлительный пассив образуется путём сочетания вспомогательного глагола vera «быть» и причастия II: seglini eru slitin «паруса разорваны»; длительный пассив образуется путём сочетания вспомогательного глагола verða (в разговорном языке — bliva) «становиться» и причастия II: seglini verða / bliva slitin «паруса разрываются».
Помимо этих аналитических форм, существует синтетическая форма страдательного залога с показателем -st: Her skal ein hús byggjast «Здесь должен быть построен дом».

##### Возвратность
Возвратность глаголов передаётся с помощью возвратных местоимений seg «себя» (в. п.) и sær «себе» (д. п.).

##### Наклонение
Наклонений в фарерском языке три: изъявительное, повелительное и желательное.
| Желательное наклонение | Повелительное наклонение ед. ч. | Повелительное наклонение мн. ч. |
| ---------------------- | ------------------------------- | ------------------------------- |
| Kasti                  | Kasta                           | Kastið                          |
| Skjóti                 | Skjót                           | Skjótið                         |

### Синтаксис
Порядок слов в фарерском простом предложении — SVO1O2 (O1 — косвенное дополнение, O2 — прямое дополнение). Пример: Hann gav gentuni matin «Он дал девушке еду». На первом месте может стоять любой другой член предложения — в таком случае подлежащее передвигается в позицию после спрягаемого глагола: Tá fóru fólk at tosa um heta «Тогда люди стали говорить об этом». В вопросительных предложениях без вопросительного слова на первом месте стоит спрягаемый глагол, после которого стоит подлежащее: Roykii hann nógv? «Он много курит?».
В фарерском языке имеются как сложносочинённые, так и сложноподчинённые предложения. Придаточное предложение имеет некоторые особенности:
1. в большинстве типов придаточных предложений, в том числе и в косвенных вопросах, сохраняется прямой порядок слов;
2. предлог, который относится к относительному местоимению, занимает место после сказуемого;
3. отрицания, модальные слова и обстоятельства располагаются перед финитной формой глагола;
4. финитный глагол стоит на первом месте в бессоюзных условных придаточных предложениях[16].

#### Отрицание
Отрицание в фарерском языке выражается частицами nei «нет» и ikki [itʃi] «не» (ikki barn «не ребёнок»); наречиями aldri(n) или ongantið «никогда», ongalunda «никоим образом», ongastanði «нигде»; местоимением eingin «никакой, ни один».

## Лексика
Лексика фарерского языка, в основном, — скандинавского (германского) происхождения. По причине того, что Фарерские острова входят в состав Королевства Дания, лексика фарерского языка испытала на себе сильное влияние датского, однако в настоящее время в ней намного меньше датских заимствований, чем ранее, благодаря языковому пуризму.
Неологизмы создаются главным образом путём уже существующих слов: например, telda «компьютер» — от tal «номер» и telja «считать». Множество фарерских неологизмов были взяты из исландского языка: например, mentan «культура». Некоторые международные слова всё-таки проникли в фарерский из других языков: telefon, politi («полиция»), tomato и т. п..
Из-за географического расположения Фарер некоторые слова имеют кельтское происхождение: dunna «домашняя утка» (шот. tunnag) и т. п.
Основные способы и правила словообразования в фарерском языке такие же, как в исландском; слова образуются по принципу «основа + окончание».

### Числительные
| Числительное | Название             | Произношение                   |
| ------------ | -------------------- | ------------------------------ |
| 0            | null                 | [nʊlː]                         |
| 1            | ein eine itt         | [ain] [ain] [aiʰtː]            |
| 2            | tveir tvær tvey      | [tvaiɹ] [tvɛaɹ] [tvɛi]         |
| 3            | tríggir tríggjar trý | [ˈtɹʊdʒːɪɹ] [ˈtɹʊdʒːaɹ] [trʊi] |
| 4            | fýra                 | [ˈfʊiɹa]                       |
| 5            | fimm                 | [fɪmː]                         |
| 6            | seks                 | [sɛks]                         |
| 7            | sjey                 | [ʃɛi]                          |
| 8            | átta                 | [ˈɔtːa]                        |
| 9            | níggju               | [ˈnʊdʒːʊ]                      |
| 10           | tíggju               | [ˈtʊdʒːʊ]                      |
| 11           | ellivu               | [ˈɛdlʊ]                        |
| 12           | tólv                 | [tœl]                          |
| 13           | trettan              | ['tɹɛtːan]                     |
| 14           | fjúrtan              | ['fjʏɹʂtan]                    |
| 15           | fimtan               | [fɪmtan]                       |
| 16           | sekstan              | [sɛkstan]                      |
| 17           | seytjan              | ['sɛitʃan]                     |
| 18           | átjan                | ['ɔtʃan]                       |
| 19           | nítjan               | ['nʊitʃan]                     |
| 20           | tjúgu                | [ˈtʃʉuvʊ]                      |
| 21           | einogtjúgu           | [ˈainoˌtʃʉuvʊ]                 |
| 30           | tretivu              | [ˈtɹɛdːvʊ]                     |
| 40           | fjøruti              | [ˈfjœɹtɪ]                      |
| 50           | hálvtrýss            | [ˈhɔltɹʊʃ]                     |
| 60           | trýss                | [tɹʊʃ]                         |
| 70           | hálvfjerðs           | [ˈhɔlfjɛʃ]                     |
| 80           | fýrs                 | [fʊʃ]                          |
| 90           | hálvfems             | [ˈhɔlfɛms]                     |
| 100          | (eitt) hundrað       | [aitʰ ˈhʊndɹa]                 |
| 101          | hundrað og ein       | [ˈhʊndɹa ɔ ain]                |
| 1000         | (eitt) túsund        | [aitʰ ˈtʉusɪn]                 |
| 1100         | ellivuhundrað        | [ˈɛdːlʊˌhʊndɹa]                |
| 2000         | tvey túsund          | [tvɛi tʉusɪn]                  |
| 1.000.000    | (ein) miljón         | [ain miljɔun]                  |
| 2.000.000    | tvær mɪijónir        | [tvɛaɹ ˈmɪljɔunɪɹ]             |

## История изучения
Й. К. Свабо составил при жизни фарерско-датско-латинский словарь Dictionarium færoense, ставший первым опытом лексикографического описания языка. Он, однако, был издан лишь в 1966 году, поэтому его нельзя считать первым печатным словарём фарерского языка.
Хаммерсхаймб и Якобсен издали в 1891 году «Фарерскую антологию» (Færøsk anthologi), сборник фольклорных текстов со вторым томом, содержавшим фарерско-датский словарь на 10.000 слов в современной фарерской орфографии. В 1928 году вышел Donsk-føroysk orðabók (Датско-фарерский словарь) Матса Андриаса Якобсена и Кристиана Матраса, со вторым изданием в 1961 году. В 1967 вышел Датско-фарерский словарь Йоуханнеса ав Скэари (Jóhannes av Skarði), на основе которого издавались все последующие словари. Тот же автор в 1985 году издал англо-фарерский словарь (Ensk-føroysk orðabók). В том же году вышел фарерско-английский словарь Дж. В. К. Янга, а в 1987 году — фарерско-норвежский.
В 1993 году вышел новый датско-фарерский словарь Яльмара Петерсена. В отличие от предыдущих, он основан не на пуристической письменной норме, а на разговорной речи.
В 1998 году под редакцией Йоухана-Хендрика Винтера-Поульсена вышел первый толковый словарь (Føroysk orðabók) на 65 700 статей. В последние годы изданы фарерско-итальянский (2004), фарерско-немецкий (2006), исландско-фарерский (2005), новый фарерско-английский (2008), новый англо-фарерский (2008), а также электронный русско-фарерский (2013) словарь под редакцией Джонни Томсена (Johnny Thomsen).